# Dan Hennessey
Daniel Robert Hennessey (New Jersey, 11 settembre 1942 – Kitchener, 13 novembre 2024) è stato un doppiatore e attore canadese.

## Biografia
Dopo aver partecipato a diversi film, Dan Hennessey si specializzò come doppiatore in film quali Nato per vincere e Scratch Dance, ma soprattutto in cartoni animati, grazie ai quali divenne noto per aver dato la voce ai personaggi di Zed e Tackleberry in Scuola di polizia e a Cuordileone in Gli orsetti del cuore. 
Morì a Kitchener il 13 novembre 2024 all'età di 82 anni.

## Filmografia
- Occhio al superocchio (Seeing Things) – serie TV, 6 episodi (1982-1985)
- Scratch Dance (Heavenly Bodies), regia di Lawrence Dane (1984)
- Nato per vincere (The Boy in Blue), regia di Charles Jarrott (1986)

## Cartoni animati
- Dinosaucers (Genghis Rex e Plesio)
- Scuola di polizia (Zed e Tackleberry)
- Totally Spies! - Che magnifiche spie!
- Gli orsetti del cuore (Cuordileone)
- I mille colori dell'allegria
- L'ispettore Gadget
- Insuperabili X-Men
- Supernoobs
- Polly Pocket
- Stoked - Surfisti per caso
- Pac-Man e le avventure mostruose
- Ewoks
- Dr. Dimensionpants
- Fangbone!
- SheZow
- Kuu Kuu Harajuku
- Capitan Flamingo
- Dorg Van Dango
- Moville Mysteries
- ll de mondo di Henry
- Winston e Dudley
- Atomic Puppet
- Littlest Pet Shop
- Jimmy Jimmy
- D.N. Ace
- Fangbone!
- Starbeam
- Looped - È sempre lunedì
- A tutto reality
- Camp Lakebottom
- 6teen
- Spider Riders
- Le scelte di Chuck
- Toon Marty
- I Fantaeroi
- What a Cartoon!
- LoliRock
- Kid vs. Kat - Mai dire gatto
- ReBoot
- Storm Hawks
- Rocket Monkeys
- My Little Pony - Equestria Girls
- Super Wish
- Team Galaxy
- Nerds and Monsters
- SlugTerra - Lumache esplosive
- Tara Duncan
- Winx Club
- Riley Rocket
- Geronimo Stilton
- Trollz
- A come Azione!
- Redakai: Alla conquista di Kairu
- I 3 Amigonauti

## Doppiatori italiani
- Enrico Maggi in Scuola di polizia (Zed)
- Luca Semeraro in Scuola di polizia (Tackleberry)
- Giancarlo Padoan in Gli orsetti del cuore (1ª edizione) (Cuordileone)
- Pietro Ubaldi in Gli orsetti del cuore (2ª edizione) (Cuordileone)
- Mario Zucca in Dinosaucers (Genghis Rex)